# Ƶ

Польська муніципальна поліція (Straż Miejska) значок із використанням Ƶ з горизонтальним штрихом як варіант Ż.

Ƶ, ƶ — літера розширеного латинського алфавіту, що походить від Z з додаванням штриха.

## Використання
Вона використовувалася в алфавіті Яналіф (як частина єдиного тюркського алфавіту) для татарської мови в першій половині ХХ століття для позначення дзвінкого постальвеолярного фрикативу  [ʒ], який тепер пишеться j. Вона також використовувалася в латинському чеченському письмі 1992 року як дзвінкий постальвеолярний фрикативний [ʒ]. Вона також використовувався у варіанті карельського алфавіту 1931 року для тверського діалекту. Монгольський латинський алфавіт 1931-1941 років використовував його для позначення [d͡ʒ].

### Символ валюти
Ƶ іноді використовувався замість Z для позначення заїру, колишньої валюти Демократичної Республіки Конго.
У популярній культурі Ƶ часто використовується як символ вигаданої валюти. Це особливо вірно для японських франшиз, де воно часто означає зені (японське слово для грошей). У франшизі Dragon Ball, як і в багатьох іграх Capcom, Ƶ використовується таким чином. Також можна знайти відеоігри EVE Online та Ace Combat 5: The Unsung War, де це означає, відповідно, Interstellar Kredit (ISK) та Osean Zollar.

### Варіант літер Z і Ż

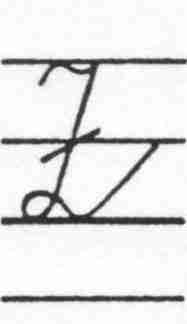
Німецька рукописна велика літера Z, написана штрихом.

У польській мові символ Ƶ використовується як алографічний варіант літери Ż. Багато людей часто використовують його як рукописний варіант Z. Грецькою мовою це рукописна форма літери Xi (ξ), де горизонтальний штрих відрізняє її від Zeta, ζ.
Ƶ і ƶ також використовуються математиками, вченими та інженерами як варіанти Z і z в рукописних рівняннях, щоб уникнути плутанини з цифрою 2.

### На комп’ютерах
Стандарт Unicode визначає дві кодові точки:
- U+01B5 Ƶ LATIN CAPITAL LETTER Z WITH STROKE
- U+01B6 ƶ LATIN SMALL LETTER Z WITH STROKE